# Coloncito (Panama)
Coloncito is een plaats in de gemeente (distrito) Chame, deelgemeente Nueva Gorgona (provincie Panamá Oeste) in Panama. In 2008 was het inwoneraantal 1.023.